# Club de Tenis Torrevieja
El Club de Tenis Torrevieja es un club de tenis privado situado en la ciudad de Torrevieja (Alicante).

## Historia
El Club de Tenis Torrevieja se fundó en 1973. Al comienzo, sin instalaciones propias, los campeonatos se jugaban en unas pistas que se encontraban en la cafetería de la urbanización Los Balcones. En 1975, tras la cesión de unos terrenos por la mercantil que gestionaba la citada urbanización y su posterior adquisición en propiedad, se empezaron a construir las primeras pistas y un vestuario. En el mismo año 1973 se puso en marcha la Escuela de tenis y a finales de los 80 se levantó el edificio del Club Social.

## Actividades deportivas
Además de numerosos campeonatos sociales de tenis y pádel, el Club de Tenis Torrevieja alberga el Circuito Alicantino de Tenis, el torneo Ciudad de Torrevieja, el torneo Bennecke y el Open de Tenis Torrevieja Salud. También hay actividades de spinning, Taichí, baile latino y zumba.

### Torneo Ciudad de Torrevieja
El Torneo Ciudad de Torrevieja, el más importante que celebra el Club de Tenis Torrevieja, se celebra en agosto desde el año 1978 y es puntuable para la clasificación oficial FTCV.

### Bennecke Open
Torneo que se celebra en el mes de junio desde el año 2014 y es también puntuable para la clasificación oficial FTCV.

## Escuelas
La Escuela de Tenis se puso en marcha prácticamente desde la fundación del Club de Tenis Torrevieja. Con el tiempo se ha ampliado con la Escuela de Tenis infantil, Escuela de Pádel y un Campus de Verano.

## Instalaciones
El club cuenta con 2 pistas de pádel, una pista central de tierra batida, 5 pistas de tierra batida, 2 pistas de tennis quick, 2 pistas de cemento, un frontón de calentamiento, piscina para adultos e infantil, quiosco de verano, vestuarios y duchas masculinos y femeninos, saunas finlandesas masculina y femenina, escuela de tenis, almacén, botiquín y sala de personal, cafetería, restaurante y terraza del Club Social, gimnasio y parque infantil, oficinas de Secretaría y de la Junta Directiva, zona de juegos infantiles, salón recreativo del área juvenil y almacén de maquinaria y herramientas.

## Logros

### Jugadores destacados
- Manuel Villanueva Rodríguez. Campeón de España de Veteranos +80 en 2012.
- Emilio Viuda Hernández. Semifinalista campeonato absoluto de España de 1997.[5]
- David Pérez Lalanda.
- Óscar López Pamies.
- Eva Guerrero Álvarez. Campeona de España infantil 2013, campeona de España infantil dobles 2013, campeona de España cadete dobles 2013, subcampeona de Europa equipos-España 2013, campeona torneo internacional Nantes sub-13, campeona torneo internacional Annecy sub-13, Campeona Tennis Europe Sub-14 Benidorm.
- Nicola Kuhn. Campeón de España alevín individual de 2012, subcampeón júnior de individuales de Roland Garros 2017,[6] campeón júnior de dobles de Roland Garros 2017, campeón Challenger ATP 150 Braunschweig 2017,[7] campeón Swrinka Bowl Pula (Croacia) 2010.
- Carlos Guerrero Álvarez. Campeón alevín Andalucía 2016, campeón infantil Andalucía 2018.[8]

### Equipos destacados
- Equipo alevín masculino. Campeón de España 2012.
- Equipo infantil masculino. Subcampeón de España 2013, subcampeón de España 2014, subcampeón de España 2018, tercer clasificado campeonato de España 2017.
- Equipo cadete masculino. Tercer clasificado campeonato de España 2016, tercer clasificado campeonato de España 2017.
- Equipo júnior masculino. Tercer clasificado campeonato de España 2018.[8]